# Jean de la Lune (film, 2012)
Pour les articles homonymes, voir Jean de la Lune.
Pour plus de détails, voir Fiche technique et Distribution.
Jean de la Lune est un film d'animation franco-germano-irlandais réalisé par Stephan Schesch, sorti le 19 décembre 2012 en France. 
Le film est basé sur l'album jeunesse, écrit et illustré par Tomi Ungerer, Der Mondmann paru en 1966.

## Synopsis
Jean de la Lune s’ennuie tout seul sur la Lune. Il décide de visiter la Terre. Un jour, il s’accroche à la queue d’une comète et atterrit chez nous. Le Président du Monde, persuadé qu’il s’agit d’un envahisseur, le pourchasse. Pour lui échapper, Jean de la Lune va devoir compter sur les enfants et ses amis…

## Fiche technique
- Titre : Jean de la Lune
- Titre original : Moon Man
- Réalisation : Stephan Schesch
- Scénario : Stephan Schesch
- Directeur artistique : Nina Coronato
- Montage : Sarah Clara Weber
- Animateur : Mette Ilene Holmriis et Christian Retzlaff
- Producteur : Stephan Schesch et Marc Wehe
  - Coproducteur : Jean Labadie, Ross Murray et Paul Young
  - Producteur exécutif : Dieter Reinhold
- Production : Schesch Filmkreation, Le Pacte et Cartoon Saloon
- Distribution : Le Pacte
- Pays :  France,  Irlande,  Allemagne
- Genre : animation
- Durée : 95 minutes
- Dates de sortie : 
  - France : 8 juin 2012 (Festival international du film d'animation d'Annecy 2012)
  - France : 19 décembre 2012
  - Belgique : 23 octobre 2013

## Distribution
- Isabelle Leprince : Jean de la Lune
- Tomi Ungerer : le narrateur
- Michel Dodane : le Président
- Jean-Yves Chatelais : Ekla des Ombres
- Frédérique Tirmont : Conquistadora
- Pierre-François Pistorio : Le Père U
- Lou Dubernat : la fillette

## Bande originale
- Moon River de Louis Armstrong
- The Here and After (Instrumental) de Jun Miyake
- Au clair de la lune de Maeva Méline
- Everybody's Got to Learn Sometime de The Korgis
- Cabrio Night de Eike Hosenfeld, Moritz Denis & Tim Stanzel
- Komet de Eike Hosenfeld, Moritz Denis & Tim Stanzel, Eike Hosenfeld, Moritz Denis, ...
- So Black and Blue de Klaus Waldeck
- Memories de Klaus Waldeck
- New Moon Ballet de Alexander Stolze
- Mindtrances de Alfredo Triff
- Conquering the Moon de Alexander Stolze
- Raketenbau de Eike Hosenfeld, Moritz Denis & Tim Stanzel
- Weissensee de Neu!
- Notre rue de Antoni Łazarkiewicz
- Raketenbau de Eike Hosenfeld, Moritz Denis & Tim Stanzel
- In-A-Gadda-Da-Vida de Iron Butterfly
- It's Only a Papermoon de Ofri Brin, Alexander Stolze et Oded Kaydar
- Sans souci de Eric Longsworth